# Camarles

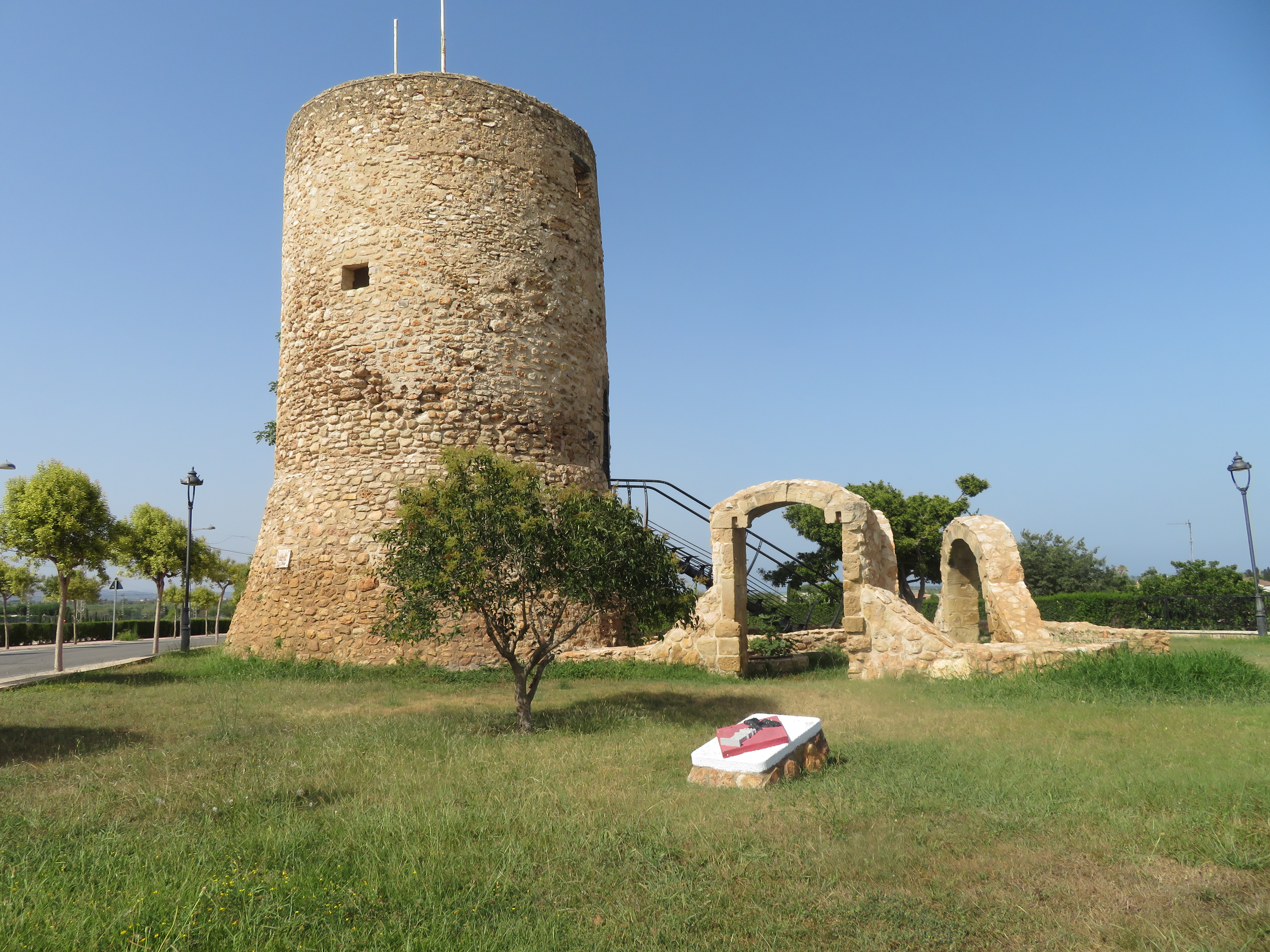
Camarles

Camarles là một đô thị trong comarca Baix Ebre, tỉnh Tarragona, cộng đồng tự trị Catalonia, Tây Ban Nha.

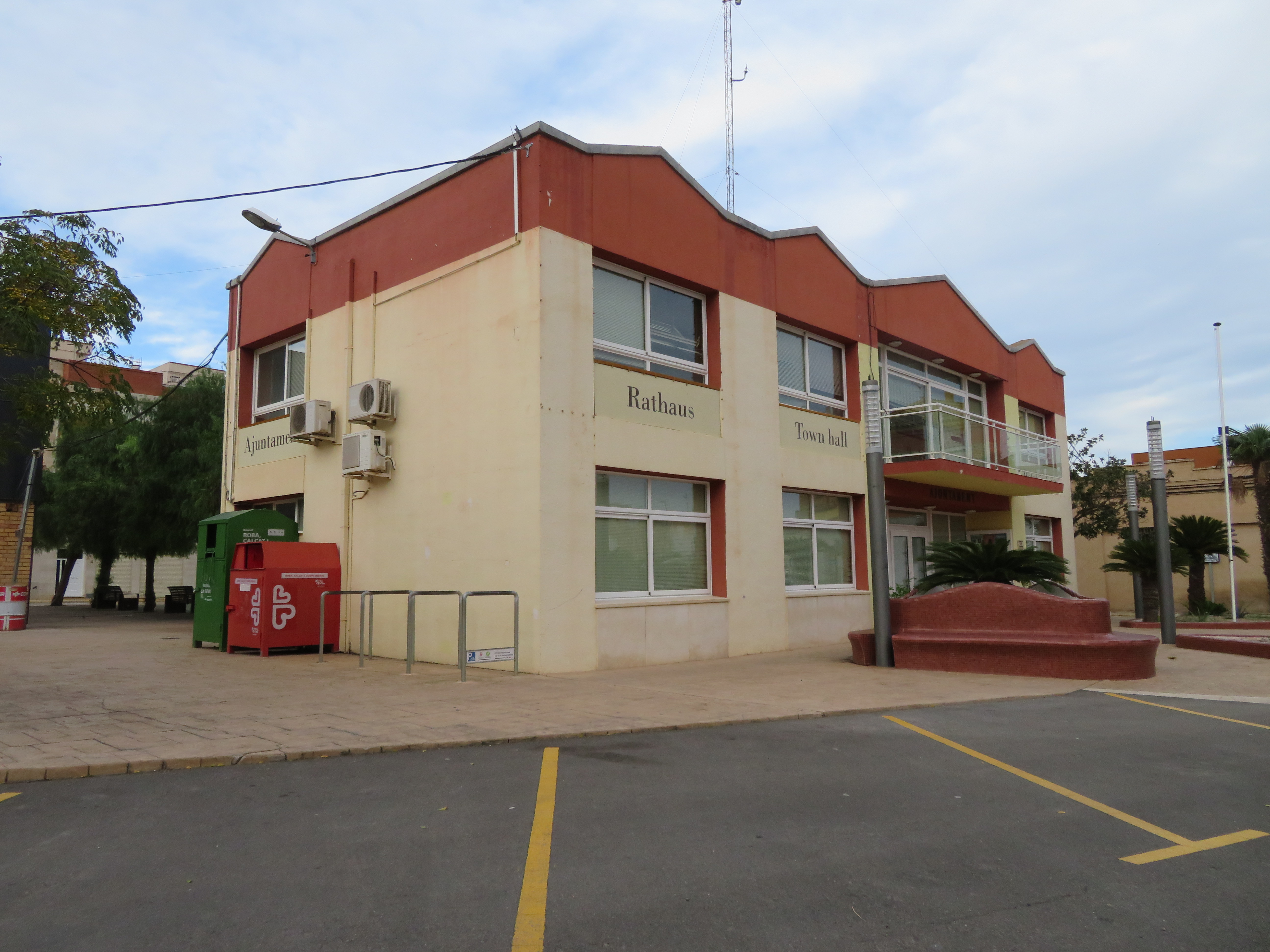
Camarles